# ポウインダー・ドッグ
ポウインダー・ドッグ（英：Powinder Dog）とは、アフガニスタン原産の希少犬種である。ポウインダー族によってのみ飼育されている。別名はクーチ・ドッグ（英：Koochi Dog）、クーチ・グレイハウンド（英：Koochi Greyhound）。犬種名がよく似るインドのクチや、ポインター種との関係は全くない別の犬種である。

## 歴史
アフガニスタンの遊牧民、ポウインダー族によって何千年も飼育されてきた犬種である。彼らの移動に付き添い、ガードドッグとして働くのがポウインダー・ドッグの仕事である。夜間に見張りを行って泥棒などから部族民を守ったり、昼の移動の際には猛獣や追剥、野犬から身を守るための護衛を行ったりしている。部族民からは命を守ってくれるガードドッグとして非常に大切に扱われ、愛しまれていた。移動の旅の途中で生まれた仔犬はラクダの背中に据え付けた特別な箱の中に入れられ、極端な寒さと暑さに襲われないように大切に保護される。尚、母犬は仔犬が載ったラクダの横について歩き、休憩時間になるとラクダから下ろされた仔犬に母乳を与えた。そしてその日のねぐらが決められると仔犬は母犬に返され、夜間は親仔で一緒に過ごすことが許されていた。
ポウインダー・ドッグは非常に珍しい犬種で、ポウインダー族以外には飼育されておらず、各ケネルクラブへの登録申請も行われていない。

## 特徴
容姿を分かりやすくいうと、紀州犬の顔を持った瘠せたグレイハウンドといったところである。勿論これらとポウインダー・ドッグとの血統的なかかわりは皆無で、あくまでたとえである。マズル・首・脚・胴体・尾は長く、体は非常にスリムで引き締まっている。立ち耳・サーベル形の垂れ尾で、コートはショートコートで厚く硬い。毛色の制限は無い。俊足で走ることが出来、アゴの力は強靭である。大型犬サイズで、性格は忠実で従順だが警戒心が強く、夜間は防衛本能が強くなる。又、同じ犬種同士で集団を作る習性があり、他犬種は容姿タイプが似るサイトハウンドですら受け入れない。運動量はとてつもなく多く、ペットやショードッグには不向きであるとされる。

## 参考
『デズモンド・モリスの犬種事典』デズモンド・モリス著書、福山英也、大木卓訳 誠文堂新光社、2007年